# Prix Victor Régis
Prix Victor Régis är ett travlopp för 3-åriga varmblodiga hingstar som körs på Vincennesbanan utanför Paris i Frankrike varje år. Det går av stapeln vid månadsskiftet augusti/september. Det är ett Grupp 2-lopp, det vill säga ett lopp av näst högsta internationella klass. Loppet körs över distansen 2175 meter. Förstapris är 54 000 euro, vilket gör loppet till ett av de större treåringsloppen i Frankrike.
Flera stjärnhästar har vunnit loppet, bland andra Bold Eagle (2014), Ready Cash (2008), Orlando Vici (2005), Love You (2002), Général du Pommeau (1997), Jorky (1978) och Idéal du Gazeau (1977).

## Vinnare
| År   | Häst               | Efter              | Kusk                     | Tränare                  | Tid    |
| ---- | ------------------ | ------------------ | ------------------------ | ------------------------ | ------ |
| 2024 | Lombok Jiel        | Ènino du Pommereux | Pierre-Yves Verva        | Jean Luc Dersoir         | 1.13,7 |
| 2023 | Kristal Josselyn   | Bold Eagle         | Benjamin Rochard         | Sébastien Guarato        | 1.12,5 |
| 2022 | Juninho Dry        | Carat Williams     | Paul Philippe Ploquin    | Sébastien Guarato        | 1.12,1 |
| 2021 | Italiano Vero      | Ready Cash         | David Thomain            | Philippe Allaire         | 1.12,2 |
| 2020 | Hohneck            | Royal Dream        | Yoann Lebourgeois        | Philippe Allaire         | 1.12,2 |
| 2019 | Good Boy Ligneries | Un Mec d'Héripré   | Franck Nivard            | Philippe Billard         | 1.12,5 |
| 2018 | Fabulous Wood      | Ready Cash         | Matthieu Abrivard        | Yves Boireau             | 1.12,7 |
| 2017 | Eridan             | Ready Cash         | David Thomain            | Sébastien Guarato        | 1.16,1 |
| 2016 | Django Riff        | Ready Cash         | Yoann Lebourgeois        | Philippe Allaire         | 1.14,3 |
| 2015 | Captain Crazy      | Quaro              | Tony Le Beller           | Fabrice Souloy           | 1.16,1 |
| 2014 | Bold Eagle         | Ready Cash         | Jean-Étienne Dubois      | Jean-Étienne Dubois      | 1.14,8 |
| 2013 | Akim du Cap Vert   | First de Retz      | Franck Anne              | Franck Anne              | 1.13,5 |
| 2012 | Very Pleasant      | Goetmals Wood      | Julien Dubois            | Philippe Moulin          | 1.18,2 |
| 2011 | Uniclove           | Look de Star       | Thierry Duvaldestin      | Thierry Duvaldestin      | 1.15,3 |
| 2010 | The Best Madrik    | Coktail Jet        | Jean-Étienne Dubois      | Jean-Étienne Dubois      | 1.16,4 |
| 2009 | Saxo de Vandel     | Coktail Jet        | Thierry Duvaldestin      | Thierry Duvaldestin      | 1.16,2 |
| 2008 | Ready Cash         | Indy de Vive       | Bernard Piton            | Philippe Allaire         | 1.14,3 |
| 2007 | Quido du Goutier   | Extreme Dream      | Thierry Duvaldestin      | Thierry Duvaldestin      | 1.14,0 |
| 2006 | Prince d'Espace    | Himo Josselyn      | Jean-Michel Bazire       | Sébastien Guarato        | 1.15,6 |
| 2005 | Orlando Vici       | Quadrophenio       | Jean-Michel Bazire       | Fabrice Souloy           | 1.15,3 |
| 2004 | Not Disturb        | Défi d'Aunou       | Jean-Pierre Dubois       | Jean-Pierre Dubois       | 1.15,4 |
| 2003 | Mon Bellouet       | Hello Jo           | Jean-Michel Bazire       | Fabrice Souloy           | 1.17,3 |
| 2002 | Love You           | Coktail Jet        | Jean-Pierre Dubois       | Jean-Pierre Dubois       | 1.18,0 |
| 2001 | Kaisy Dream        | Extreme Dream      | Jean-Pierre Dubois       | Jean-Pierre Dubois       | 1.15,9 |
| 2000 | Jolmeto            | Quadrophenio       | Frédéric Prat            | Frédéric Prat            | 1.15,6 |
| 1999 | Install            | Buvetier d'Aunou   | Fabrice Souloy           | Fabrice Souloy           | 1.15,9 |
| 1998 | Hello Jo           | Buvetier d'Aunou   | Pierre Vercruysse        | Jean-Étienne Dubois      | 1.17,4 |
| 1997 | Général du Pommeau | Sébrazac           | Jules Lepennetier        | Jules Lepennetier        | 1.16,9 |
| 1996 | Fébrile            | And Arifant        | Jean-Pierre Dubois       | Jean-Pierre Dubois       | 1.18,5 |
| 1995 | Escartefigue       | Steed James        | Alain Laurent            | Alain Laurent            | 1.18,9 |
| 1994 | Derby du Gîte      | Riton du Gîte      | Sylvain Lelièvre         | Sylvain Lelièvre         | 1.18,1 |
| 1993 | Calife des Noues   | Quiton du Coral    | Joël Hallais             | Joël Hallais             | 1.18,4 |
| 1992 | Big Prestige       | Royal Prestige     | Ulf Nordin               | Ulf Nordin               | 1.18,0 |
| 1991 | Autour d'Aunou     | Speedy Somolli     | Jean-Étienne Dubois      | Jean-Étienne Dubois      | 1.18,8 |
| 1990 | Varik d'Ilcino     | James Pile         | Jan Kruithof             | Jan Kruithof             | 1.19,6 |
| 1989 | Ukir de Jemma      | Fakir du Vivier    | Philippe Allaire         | Philippe Allaire         | 1.18,8 |
| 1988 | Takima             | Chambon P          | Jan Kruithof             | Jan Kruithof             | 1.21,2 |
| 1987 | Sverige            | Fanacques          | Alain Houssin            | Alain Houssin            | 1.19,8 |
| 1986 | Reine du Clos      | Kairon             | François-Georges Louiche | François-Georges Louiche | 1.23,6 |
| 1985 | Potin d'Amour      | Chambon P          | Jean-René Gougeon        | D.O. de Bellaigue        | 1.21,6 |
| 1984 | Quito de Talonay   | Florestan          | Jan Kruithof             | Jan Kruithof             | 1.18,7 |
| 1983 | O Ciudad           | Valmont            | Louis Sauvé              | Louis Sauvé              | 1.20,7 |
| 1982 | Nodesso            | Quioco             | Bernard Bedeloup         | Bernard Bedeloup         | 1.19,3 |
| 1981 | Mamour             | Buffet II          | Ali Hawas                | Ali Hawas                | 1.20,5 |
| 1980 | L'Alezan           | Apaty              | Michel Lenoir            | Michel Lenoir            | 1.21,3 |
| 1979 | Ker Seddouk        | Seddouk            | Gérard Mascle            | Jean-Pierre Dubois       | 1.20,5 |
| 1978 | Jorky              | Kerjacques         | Léopold Verroken         | Léopold Verroken         | 1.20,8 |
| 1977 | Idéal du Gazeau    | Alexis III         | Eugène Lefèvre           | Eugène Lefèvre           |        |